# 沿河乌江山峡
沿河乌江山峡风景名胜区(Yanhe-Wujiang River Gorge Scenic Area)，是国家级风景名胜区、国家AAAA级旅游景区，是长江三峡--乌江山峡--梵净山自然保护区--张家界森林公园旅游环线的重要组成部分，也是旅游环线的重要通道。
沿河乌江山峡风景名胜区位于中国土家山歌之乡贵州省铜仁市沿河土家族自治县境内山峡南段，山峡北段接重庆市涪陵乌江峡谷，南邻贵州省梵净山自然保护区。
乌江发源于贵州省威宁县流经贵州省沿河土家族自治县洪渡镇最后一段，进入重庆市酉阳土家族苗族自治县万木乡、龚滩古镇、彭水县，至重庆涪陵区汇入长江，干流全长1037公里，其中乌江流域经过彭水县（重庆市）、酉阳县（重庆市）龚滩古镇至贵州省沿河县（铜仁市）段约132公里，拥有“千里乌江，百里画廊”的美誉。。
| 名稱   | 長度(km) | 起止                     | 歸屬地                 |
| ------ | -------- | ------------------------ | ---------------------- |
| 夾石峽 | 43       | 從新灘鎮到淇灘鎮         | 貴州沿河縣             |
| 黎芝峽 | 24       | 從和平街道虎頭村到思渠鎮 | 貴州沿河縣、重慶酉陽縣 |
| 銀童峽 | 8.4      | 從思渠鎮暗溪口到毛渡     | 貴州沿河縣、重慶酉陽縣 |
| 土坨峽 | 16.8     | 從土坨子到洪渡鎮         | 貴州沿河縣、重慶酉陽縣 |
| 王坨峽 | 7.6      | 從王坨到小旁灘           | 貴州沿河縣、重慶彭水縣 |

## 地理概述

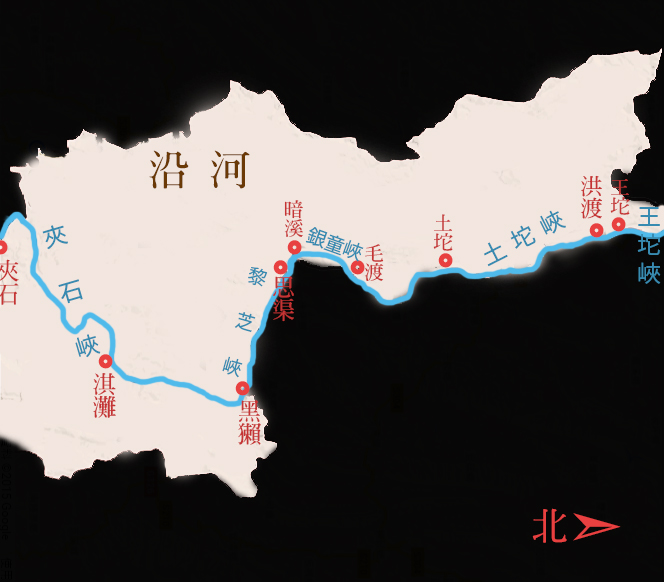
沿河烏江山峽示意圖

烏江流入沿河縣後，進入下游階段。因為沿河縣內爲大婁山與武陵山系交錯之地，故烏江切割石灰岩層在此形成了山高谷深、灘險水急的峽谷景觀。其中五段峽窄水湍的峽谷地段被合稱為烏江山峽。

### 地質構造
沿河烏江山峽地處揚子淮地台黔北台隆的鳳崗北北東向構造變形區，基本構造格局為北北東向雁列式構造。主要褶皺是向斜、複式背。出露地層的岩石以沉積岩為主（其中最多為碳酸鹽岩），在受到烏江的切割下，由內外力共同作用，形成溝壑密佈、崎嶇複雜的地貌景觀。

## 景觀

### 自然景觀
烏江山峽風景區山峰聳立，江水湍急，兩岸奇峰怪石，或有飛瀑隱現其間，植被茂密，景色壯麗，無論晴雨都有獨特的風景。

其中黎芝峽一段爲烏江山峽風景的最精華處：

### 人文景觀
唐代詩人孟郊曾作《贈黔府王中丞楚》，黔中道首府黔州即今日重慶彭水縣大部與貴州沿河縣北部地區，是現存古詩文中少數描述烏江的篇章。

#### 古跡
烏江是古代重要的入黔通道，包括沿河縣在內的烏江下游地區是貴州開化最早的地區，烏江山峽沿岸有晉漢復縣、唐思州治所、東漢漢墓、北宋瓷窯等諸多遺址，惜多已無存。因烏江山峽地區灘多水洶，故古代入黔船隻皆需轉運，因此沿岸誕生了淇灘、思渠、龔灘、洪渡等眾多因水運而興盛的古鎮，彭水電站蓄水後，僅存整體異地搬遷復建的龔灘古鎮一處。

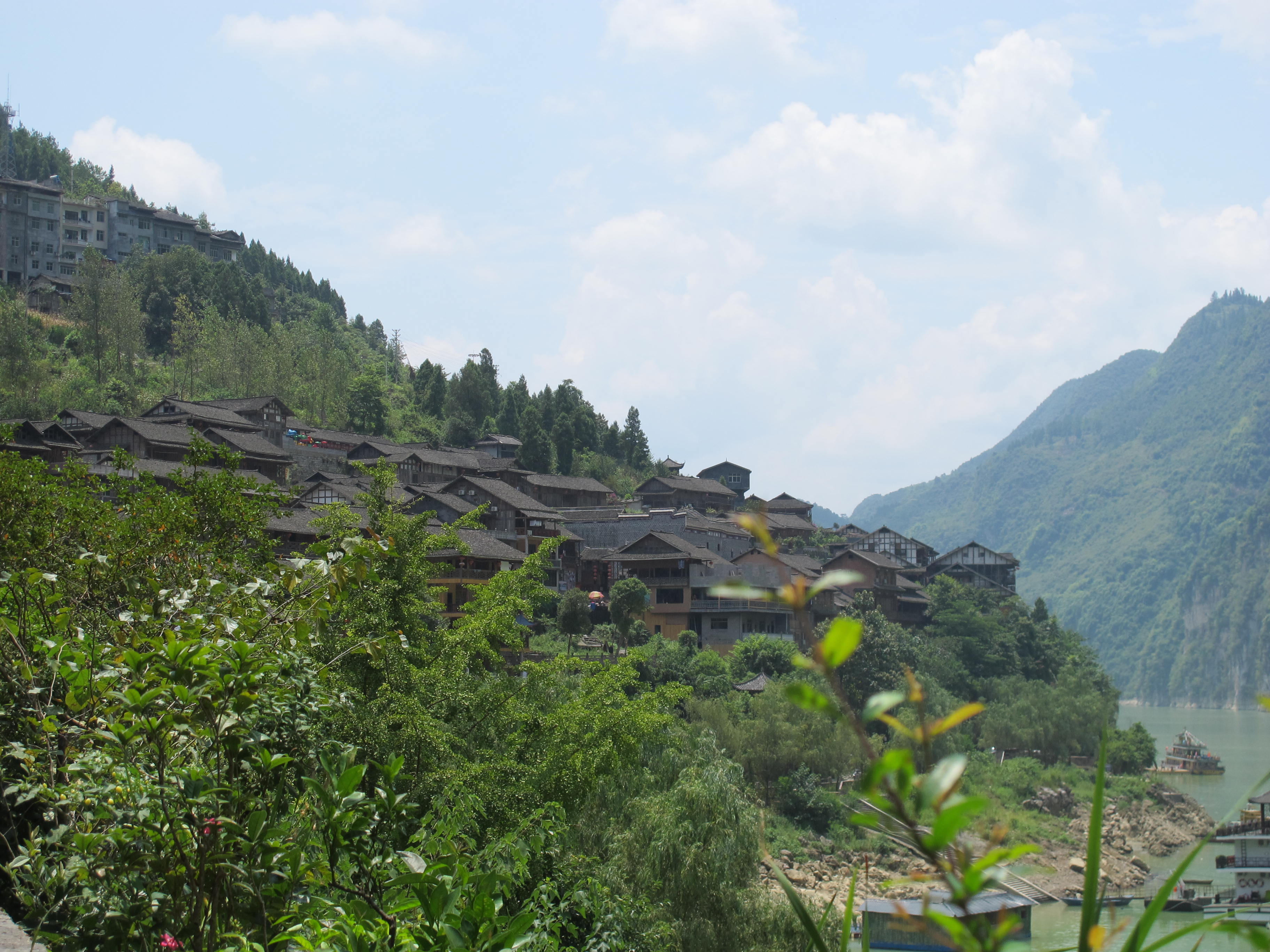
山峽東側重慶酉陽縣管轄的龔灘古鎮，復建後從斷崖之上變成臨水而居

## 水電開發與保護現狀
由於烏江下游彭水電站等多處水電站的興建落成，位於蓄水區的烏江山峽景觀受到極大影響。水位的上升不僅破壞了原有的險灘激流的景觀，並且也將沿岸的許多人文景觀，如鯉魚池古村寨、淇灘古鎮、洪渡古鎮、龔灘古鎮、摩崖石刻、古代少數民族懸棺葬、古縴道、烏楊古木等遺址或人文遺產淹沒。其中除了屬於重慶管轄的龔灘古鎮得到異地復建以外，其他全部蕩然無存。